# 島原の子守唄
島原の子守唄（しまばらのこもりうた）
1. 主に長崎県の島原半島に伝わる子守唄。
2. 長崎県島原市出身の作家宮崎康平が初妻が家出し、一人で子育てをしていたころ（1950年ごろ）に歌って聞かせていた子守唄をベースにして宮崎が作詞・作曲した歌謡曲。しかし、後に本作は山梨に古くから伝わる民謡「甲州縁故節」を原曲としていることが判明している。ただし、この件に関して宮崎は「世間では、長崎へ出かせぎに来よっていた甲州の石工の唄を、私が勝手に頂いてしまったとか何とか、無責任なこと言うとるが、それはまるっきり逆たい。／あの石工たちが、私のつくった歌をおぼえて甲州へ帰って、はやらせよったんじゃ」（出典：小池亮一著「夢を喰う男 宮崎康平伝」215頁(1982年講談社)）と語ったという。
3. レコード収録は、島倉千代子（1958年5月 シングル）、ペギー葉山（1959年 シングル「ユンタ恋しや懐かしや」-B面 曲目は「島原地方の子守唄」 ）、森繁久彌（1959年 アルバム「夜の詩集」収録）、野崎整子（1961年5月 シングル 曲目は「島原子守唄」）、美空ひばり（1962年 アルバム「ひばり民謡集」収録）、倍賞千恵子（1971年8月 シングル「忘れな草をあなたに」-B面）、藤圭子（1971年12月 アルバム「圭子のわらべ唄」編曲：小杉太一郎。収録）。
4. テレビ放映は、1973年10月に、NHKの『みんなのうた』で、シリーズ企画「お国めぐりシリーズ」1973年10月に、NHKの『みんなのうた』で、シリーズ企画「お国めぐりシリーズ」第28弾として、『島原地方の子守唄』というタイトルで放送。編曲は岩代浩一、歌は由紀さおりが担当した。定時番組の再放送は1974年8月・9月のみ、その後は1982年11月23日放送の『特集みんなのうた』で放送されただけだったが、2011年からの「みんなのうた発掘プロジェクト」で映像が寄せられ、2012年放送の『みんなのうた発掘スペシャル』で再放送された。